# فياريدجو

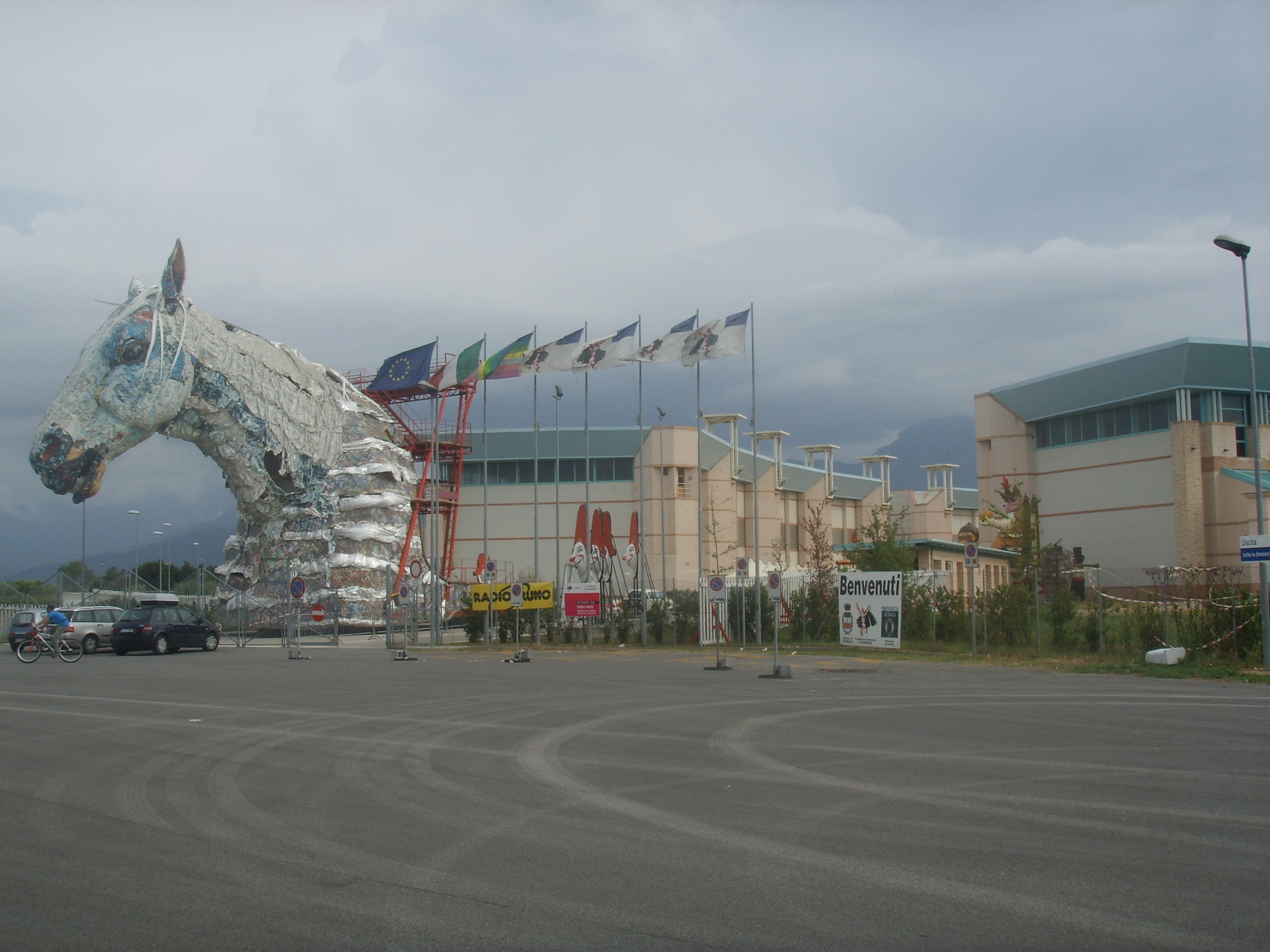
ساحة الكارنفال

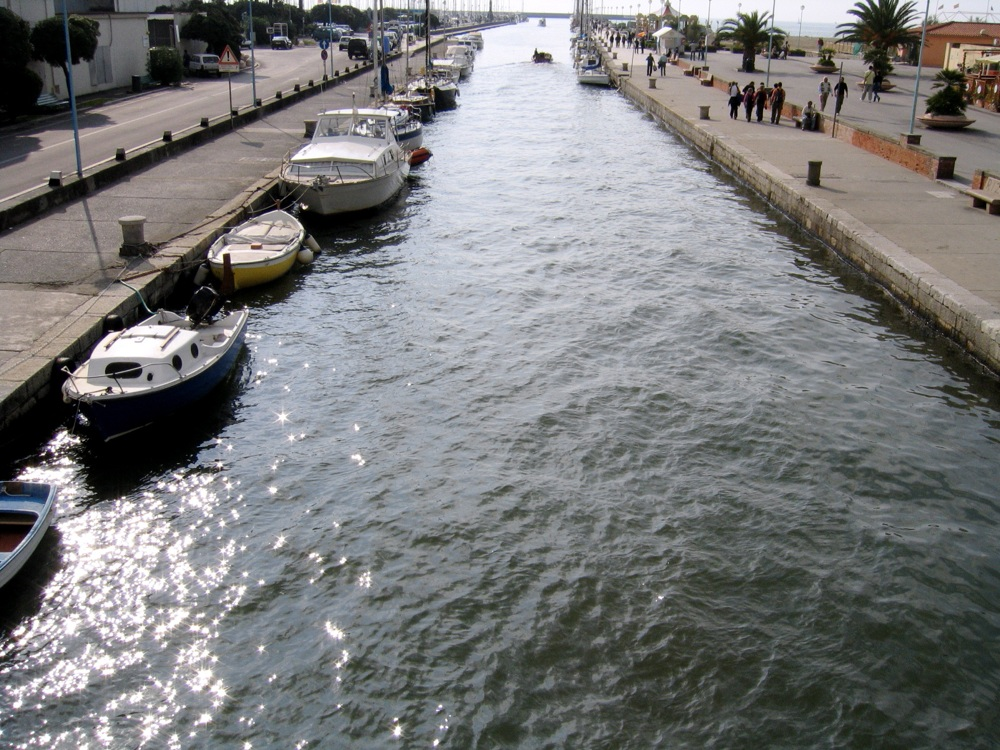
قناة باتجاه المرفأ

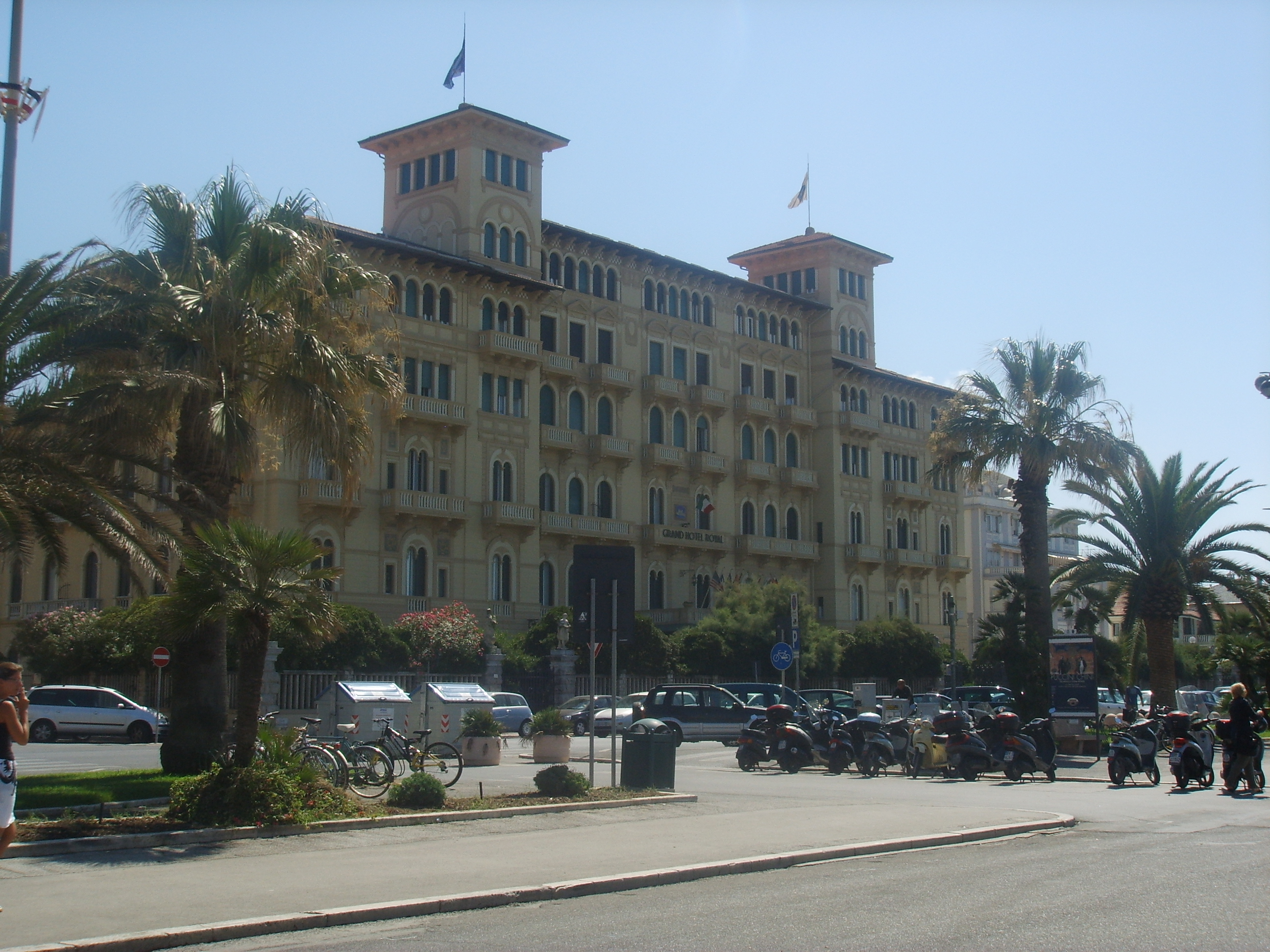
فندق رويال

فياريدجو (بالإيطالية: Viareggio)‏ مدينة شمال وسط إيطاليا في مقاطعة لوكا ضمن إقليم توسكانا مطلة على البحر التيراني، تعد مصيفا سياحيا نظرا لوقعها ضمن شواطئ الريفييرا الإيطالية، وتشتهر بكرنفالها السنوي الذي تمر فيه العربات خلال عيد الفصح. وتعتبر مركزا صناعيا وحرفيا نشطا خاصة في الصناعات البحرية منها، كما تعرف بصيد الأسماك وفلكلورها، عدد سكانها 63.276 نسمة.

## المناخ
يظهر الجدول التالي التغييرات المناخية على مدار السنة لفياريدجو:
| البيانات المناخية لـفياريدجو                                         | البيانات المناخية لـفياريدجو | البيانات المناخية لـفياريدجو | البيانات المناخية لـفياريدجو | البيانات المناخية لـفياريدجو | البيانات المناخية لـفياريدجو | البيانات المناخية لـفياريدجو | البيانات المناخية لـفياريدجو | البيانات المناخية لـفياريدجو | البيانات المناخية لـفياريدجو | البيانات المناخية لـفياريدجو | البيانات المناخية لـفياريدجو | البيانات المناخية لـفياريدجو | البيانات المناخية لـفياريدجو |
| الشهر                                                                | يناير                        | فبراير                       | مارس                         | أبريل                        | مايو                         | يونيو                        | يوليو                        | أغسطس                        | سبتمبر                       | أكتوبر                       | نوفمبر                       | ديسمبر                       | المعدل السنوي                |
| -------------------------------------------------------------------- | ---------------------------- | ---------------------------- | ---------------------------- | ---------------------------- | ---------------------------- | ---------------------------- | ---------------------------- | ---------------------------- | ---------------------------- | ---------------------------- | ---------------------------- | ---------------------------- | ---------------------------- |
| الدرجة القصوى °م (°ف)                                                | 20.0 (68.0)                  | 21.0 (69.8)                  | 24.0 (75.2)                  | 28.0 (82.4)                  | 32.0 (89.6)                  | 37.6 (99.7)                  | 39.0 (102.2)                 | 38.2 (100.8)                 | 36.0 (96.8)                  | 30.2 (86.4)                  | 25.0 (77.0)                  | 20.4 (68.7)                  | 39.0 (102.2)                 |
| متوسط درجة الحرارة الكبرى °م (°ف)                                    | 11.2 (52.2)                  | 12.3 (54.1)                  | 15.1 (59.2)                  | 17.8 (64.0)                  | 22.1 (71.8)                  | 26.3 (79.3)                  | 29.4 (84.9)                  | 29.4 (84.9)                  | 25.7 (78.3)                  | 20.9 (69.6)                  | 15.5 (59.9)                  | 11.8 (53.2)                  | 19.8 (67.6)                  |
| المتوسط اليومي °م (°ف)                                               | 6.8 (44.2)                   | 7.7 (45.9)                   | 10.1 (50.2)                  | 12.7 (54.9)                  | 16.6 (61.9)                  | 20.5 (68.9)                  | 23.4 (74.1)                  | 23.7 (74.7)                  | 20.2 (68.4)                  | 16.1 (61.0)                  | 11.1 (52.0)                  | 7.6 (45.7)                   | 14.7 (58.5)                  |
| متوسط درجة الحرارة الصغرى °م (°ف)                                    | 2.4 (36.3)                   | 3.0 (37.4)                   | 5.0 (41.0)                   | 7.5 (45.5)                   | 11.1 (52.0)                  | 14.8 (58.6)                  | 17.4 (63.3)                  | 18.0 (64.4)                  | 14.8 (58.6)                  | 11.3 (52.3)                  | 6.8 (44.2)                   | 3.4 (38.1)                   | 9.6 (49.3)                   |
| أدنى درجة حرارة °م (°ف)                                              | −14.0 (6.8)                  | −8.0 (17.6)                  | −8.0 (17.6)                  | −5.0 (23.0)                  | 1.0 (33.8)                   | 5.0 (41.0)                   | 9.0 (48.2)                   | 8.0 (46.4)                   | 5.0 (41.0)                   | 0.8 (33.4)                   | −7.0 (19.4)                  | −7.0 (19.4)                  | −14.0 (6.8)                  |
| معدل هطول الأمطار مم (إنش)                                           | 68.72 (2.71)                 | 65.42 (2.58)                 | 65.04 (2.56)                 | 72.48 (2.85)                 | 54.73 (2.15)                 | 50.31 (1.98)                 | 33.21 (1.31)                 | 58.70 (2.31)                 | 87.74 (3.45)                 | 122.73 (4.83)                | 105.45 (4.15)                | 81.77 (3.22)                 | 866.29 (34.11)               |
| متوسط الرطوبة النسبية (%)                                            | 77.4                         | 73.6                         | 72.5                         | 73.9                         | 74.0                         | 71.7                         | 69.2                         | 70.5                         | 73.3                         | 77.6                         | 79.3                         | 78.8                         | 74.3                         |
| المصدر #1: Il Meteo All temperatures and humidity, rainfall to 2009. |                              |                              |                              |                              |                              |                              |                              |                              |                              |                              |                              |                              |                              |
| المصدر #2: Wunderground Rainfall from April 2012 onwards.            |                              |                              |                              |                              |                              |                              |                              |                              |                              |                              |                              |                              |                              |

## السكان
في سنة 1861 بلغ عدد السكان 8٬765 نسمة، وتطور العدد ليصل في سنة 2011 لـ 61٬857 نسمة.
يظهر هذا المخطط البياني تطور النمو السكاني لـ فياريدجو

## توأمة
لفياريدجو اتفاقيات توأمة مع كل من:
- سان بينيدتو دل ترونتو
- باستيا
- أوبولي
- أتشيريالي
- ستريانو
- بالما كامبانيا

## أعلام
- مارتشيلو ليبي
- ويدا
- فالنتين مانكين
- أنجلو موراتي
- موزس ليفي
- اميليو بيانكي
- أندريا مازييلو
- ستيفانيا ساندريلي
- ديفيد سانغوينيتي
- البرتو بيرتوشيللي